# アイレンジャー
『アイレンジャー』は、野中藍のベスト・アルバム。2010年1月27日にスターチャイルドから発売された。

## 概要
前作『サプリメント』から約8か月でリリースされたアルバムで、初回限定盤（KICS-91509）と通常盤（KICS-1509）の2パターンでリリースされた。また、初回限定版には歴代PV CLIP収録したDVDが付属する。既存曲から本人が選曲した15曲に新曲「みんなのうた」と「ファイト!!」を2曲を加えた全17曲が収録されている。「みんなのうた」は、テレビ東京系列の『あにてれ Presents アニソンぷらす+』にて、2010年1月度エンディングテーマに使用された。本作のアルバムでは、アイレンジャーという戦隊キャラクターと敵キャラクターであるブラックブリッジ（黒橋）が登場している。

## 登場キャラクター
| キャラクター名     | 本名       | 性格           | 特技           |
| ------------------ | ---------- | -------------- | -------------- |
| アイグリーン       | 緑川あい   | おせっかい     | ウクレレ       |
| アイイエロー       | 黄川田あい | とにかく明るい | 料理           |
| アイレッド         | 赤井あい   | 引き篭もり     | テレビゲーム   |
| アイブルー         | 青田あい   | 人見知り       | 器械体操       |
| アイピンク         | 桃山あい   | 金にがめつい   | 水芸           |
| ブラック・ブリッジ | 黒橋あい   | 腹黒い         | 弱いものいじめ |

## 収録内容
1. 夢のドライブ [5:02] 
作詞・作曲：梶山織江、編曲：西崎憲
2. 初恋フリル [3:18] 
作詞：くまのきよみ、作曲・編曲：牧野信博
3. 風のラジオ [4:37] 
作詞・作曲：梶山織江、編曲：西崎憲
4. LOVE@MESSENGER [3:59] 
作詞：村野直球、作曲：住吉中、編曲：YUPA
5. 幸せの種 [4:40] 
作詞：及川眠子、作曲・編曲：林哲司
6. espresso [4:15] 
作詞：只野菜摘、作曲・編曲：大川茂伸
7. ゆきなみき [4:51] 
作詞：riya、作曲・編曲：菊地創
8. チアルーガ! [4:27] 
  - 作詞：村野直球、作曲・編曲：橋本由香利
9. ウレシ泣キ [3:24] 
作詞：前田たかひろ、作曲・編曲：オオヤギヒロオ
10. CACAO85 [4:27] 
作詞：前田たかひろ、作曲・編曲：橋本由香利
11. どんなときだって [4:15] 
作詞：Satomi、作曲：小松寛史、編曲：家原正樹
12. だってあなたはあなただから [4:07] 
作詞：岩佐麻紀、作曲：渡辺拓也、編曲：鈴木ヒロト
13. VOICE [3:39] 
作詞：sachet、作曲：角田隼、編曲：知野芳彦
14. キラキラ [4:05] 
作詞：仲村達史、作曲：宇佐美宏、編曲：鈴木ヒロト
15. もっと [3:37] 
作詞：渡邊亜希子、作曲：中山豪次郎、編曲：田辺恵二
16. みんなのうた [6:42] 
作詞：渡邊亜希子、作曲・編曲：宮崎誠、オーケストラアレンジ：佐藤泰将
17. ファイト!! [1:39] 
作詞：野中藍、作曲・編曲：菊谷知樹

### DVD（初回限定盤のみ）
1. 夢のドライブ -PV CLIP-
2. トキメキの言葉 -PV CLIP-
3. LOVE@MESSENGER -PV CLIP-
4. チアルーガ -PV CLIP-
5. 恋のミュージアム -PV CLIP-
6. ウレシ泣キ -PV CLIP-
7. アマノジャク -PV CLIP-
8. だってあなたはあなただから あかver. -PV CLIP-
9. だってあなたじゃあなただから あおver. -PV CLIP-
10. Sweet Sunny Day -PV CLIP-
11. みんなのうた -PV CLIP-

## チャート
| チャート（2010年）         | 最高位 |
| -------------------------- | ------ |
| オリコン                   | 62     |
| Billboard JAPAN Top Albums | 58     |